# Jean-Baptiste Charles Paya
Pour les articles homonymes, voir Paya.
Jean Baptiste Charles Paya (1807-1865) était un imprimeur-libraire et journaliste français à Toulouse.

## Biographie
Né le 24 juin 1807 à Gimont (Gers) et mort le 3 janvier 1865 à Paris, il est le fils de Joseph Paya, marchand. À l’âge de quinze ans, il devient apprenti dans une librairie de Toulouse, rue Sainte-Ursule. Il est chargé d'imprimer des livres scientifiques, des ouvrages scolaires ou religieux, parfois consacrés à l’histoire et au patrimoine de Toulouse, des textes sur la légende napoléonienne, mais aussi des publications judiciaires à couleur politique, ou encore de la littérature dramatique ou poétique. En 1839, à l'âge de 32 ans, il cède son fonds de commerce à Édouard Privat, qui a été son employé depuis 1834 et fonde, avec  Joseph Bon, un riche négociant, la société « Bon et Privat », ancêtre de la Librairie Privat, institution toulousaine.
Jean Baptiste Charles Paya fut aussi fondateur et directeur de plusieurs journaux républicains. En 1837, il lance à Toulouse L'Émancipation, quotidien politique, dont il conservera la rédaction en chef jusqu’en 1844. Au cours de cette période, le quotidien essuiera vingt-sept procès de presse.
Impulsif et passionné, il se bat deux fois en duel, « la première fois avec le maire de Toulouse, la seconde avec un lieutenant d’artillerie, combat au cours duquel il fut blessé d’un coup d’épée. » En 1841, à la suite de la dissolution du conseil municipal de Toulouse, Paya y fait son entrée : il est élu en lieu sur une liste du parti républicain à la place de Jean-Dominique Romiguières, procureur général et pair de France. Il en resta membre, malgré deux dissolutions, jusqu’à son départ pour Paris. 
Au début de 1846, il assure à Paris la gérance de L'Esprit public, fondé par Jean-Charles de Lesseps, ancien rédacteur en chef du Commerce, quotidien indépendant de gauche. Ce dernier se retirant, Paya prend la direction de L'Esprit public, qui fusionne l’année suivante avec La Patrie, pour devenir La Patrie, journal de l’Esprit public. Paya donne au journal « une couleur radicale plus avancée » et décide qu'il sera vendu « à très bon marché ».
En 1848, toujours à Paris, il fonde La Correspondance démocratique des départements et de l’étranger, puis est nommé délégué au Comité démocratique socialiste pour l’organisation des élections générales de 1849. Paya affirme alors être en relation avec 29 journaux démocratiques de 27 départements Fin juillet, il se retire de la Correspondance de Paris qu'il juge trop modérée, pour fonder, le 1er août, sa propre correspondance.
C’est en tant que directeur de La Correspondance qu'il est traduit devant la haute Cour de Versailles après les événements du 13 juin 1849, organisés par les déçus de la IIe République. Inculpé de complot, il est condamné, sans preuves, à la déportation.